# Brucea guineensis
Brucea guineensis är en bittervedsväxtart som beskrevs av George Don jr. Brucea guineensis ingår i släktet Brucea och familjen bittervedsväxter. Inga underarter finns listade i Catalogue of Life.